# Black 13 Angelz
Black 13 Angelz (auch Black13Angelz bzw. B13A) war eine Metalcore-Band aus Kuwait. Zur Zeit der Bandgründung waren die Musiker zwischen 15 und 19 Jahre alt. Alle bisher veröffentlichten Lieder der Band konnten auf ihrer Facebook-Seite kostenlos und legal als MP3-Datei runtergeladen werden. 2012 nahm Sänger Abbas bei der Talentshow „Arabs Got Talent“, dem arabischen Ableger von Das Supertalent, teil. Er scheiterte jedoch bereits in der ersten Runde.

## Geschichte
Am 13. Oktober 2007 wurde die Gruppe in Al-Kuwait ins Leben gerufen. Sie bestand aus den Musikern Walid (Gitarre, Hintergrundgesang), Abbas (Gesang), Abdalazez (Keyboard), Mesho (Gitarre), Nuwaf (Schlagzeug) und Abdullah (Bass).
Die Band wurde von Abbas ins Leben gerufen. Abbas hörte vorher Lieder des Genres R&B und schrieb Texte. Er gründete die Band, weil er etwas Neues ausprobieren wollte. Die Gruppe formierte sich anfangs über persönliche Kontakte. Der erste Leadgitarrist Mohammed stieß durch einen Schulfreund des Sängers zur Gruppe. Nuwaf kam durch Mohammed in die Band. Abdullah, der Bassist, wurde von dessen Cousin vorgeschlagen. Mohammed wurde später durch Mesho und Walid ersetzt.
Im April 2008 spielten Black 13 Angelz beim Kuwait Battle of the Bands, wo sie den ersten Platz erreichen konnten. Drummer Nuwaf erhielt die Auszeichnung als Bester Schlagzeuger, ebenfalls beim Battle.
2009 veröffentlichte die Gruppe ihre erste CD unter dem Titel Angel Falling Down als Mini-CD. In den Texten greift die Band Lebenserfahrungen der Musiker auf und verarbeitet diese in der Musik. Derzeit arbeitet die Gruppe an ihrem Debütalbum, dass 2011 erscheinen soll. Es wird in Sarj’s Studio aufgenommen und von Sajid Masood produziert. Für den Song This Is Us arbeitete die Gruppe mit den Rappern Young Rich und Fat D zusammen. Außerdem ist Bradley Casey Gastmusiker auf dem Album.
Die Band trat beim Kuwait Rock 2011 auf. Am 22. Juli 2011 spielte die Band mit drei lokalen Musikgruppen im Holiday Inn Hotel. Der Song Cry Me a River ist ein Cover des gleichnamigen Stückes von Justin Timberlake. Ihr neues Album sollte international vertrieben werden. Die Band hatte eine große Fanbase in Saudi-Arabien. In einem Interview mit dem kuwaitischen Rockability Magazine gestand die Band, einmal mit Bands wie Slipknot und Asking Alexandria die Bühne teilen sowie auf der Vans Warped Tour in den USA auftreten zu wollen.
Im Januar 2012 trat die Gruppe erstmals im Ausland auf. Die Gruppe spielte in Dubai. Am 22. Mai 2014 wurde das nach der Band benannte Debütalbum zunächst als kostenfreier Download veröffentlicht. Eine Pressung auf CD sollte im weiteren Verlauf des Jahres auf dem Markt kommen. Allerdings ist das Album bis zum heutigen Tag nicht auf CD erschienen. Stattdessen gab die Band zwischenzeitlich ihre Trennung bekannt.

## Stil
Die Texte handeln um die Lebenserfahrungen der Musiker. Die Band spielt Metalcore, der teilweise Elemente orientalischer Musik enthält. In manchen Songs der Gruppe sind auch Techno-Elemente heraushörbar. Als musikalische Einflüsse nennt die Band Avenged Sevenfold, Blessthefall und Asking Alexandria. Ali Atef vom Jorzine vergleicht die Gruppe mit den Japanern von Blood Stain Child.
Die Texte sind größtenteils in englischer Sprache, aber vereinzelt auch in arabischer Sprache verfasst. Während die Band in den arabischen Ländern eine stetig wachsende Fanbase errichten konnte, wird die Musik der Band in den westlichen Ländern größtenteils ignoriert. In den islamisch geprägten Nationen, wo auch die Staaten der Arabischen Halbinsel zu zählen sind, gilt westliche Musik als „verpönt“. So dürfen Bands, die solche Musik spielen, Konzerte höchstens unter strengen vom Staat aufgestellten Regularien geben. Da der ehemalige Bassist der Band einmal unter Arrest gestellt wurde, gab die Band kaum Konzerte im eigenen Land.

## Diskografie
- 2009: Angel Falling Down (kein Label)
- 2010: Beautiful Inside (EP, kein Label)
- 2014: Black 13 Angelz (Album, kein Label)